# Радзішево (Грифінський повіт)
Радзішево (пол. Radziszewo) — село в Польщі, у гміні Ґрифіно Грифінського повіту Західнопоморського воєводства.
Населення — 492 особи (2011).
У 1975-1998 роках село належало до Щецинського воєводства.

## Демографія
Демографічна структура станом на 31 березня 2011 року:
|          | Загалом | Допрацездатний вік | Працездатний вік | Постпрацездатний вік |
| -------- | ------- | ------------------ | ---------------- | -------------------- |
| Чоловіки | 236     | 51                 | 169              | 16                   |
| Жінки    | 256     | 50                 | 164              | 42                   |
| Разом    | 492     | 101                | 333              | 58                   |